# عبدالله صدیقی
عبدالله صدیقی (زادهٔ ۲۵ دسامبر ۱۹۹۶) یک ورزشکار تکواندو اهل افغانستان است.

## زندگی شخصی
صدیقی در شهر آنتورپ در بلژیک زندگی می‌کند. وی در سال ۲۰۱۷ به‌دنبال تهدید به مرگ از افغانستان فرار کرد.

## حرفه
وی یک مدال نقره در مسابقات اوپن اسپانیا ۲۰۱۹ و همچنین یک برنز در اوپن ۲۰۲۰ هلند کسب کرد، علاوه بر این نماینده تکواندو جهان به عنوان یک ورزشکار پناهنده در مسابقات جهانی ۲۰۱۹ در منچستر بود.
او یکی از ۲۹ عضو تیم پناهندگان در بازی‌های المپیک تابستانی ۲۰۲۰ بود که در مسابقات تابستانی ۲۰۲۰ با شرکت در تکواندو در بازی‌های المپیک تابستانی ۲۰۲۰ – ۶۸ کیلوگرم مردان شرکت کرد.